# Walter Breu
Walter Breu (* 5. Oktober 1949) ist ein deutscher Slawist.

## Leben
Nach der Promotion 1980 in München war er von 1980 bis 1987 Akademischer Rat a. Z. (bis 1982 als Vertretung) am Slavischen Seminar der LMU München. Nach der Habilitation 1987, Venia legendi für Slavische Philologie und Albanologie, an der Ludwig-Maximilians-Universität München war er von 1987 bis 1994 Universitätsprofessor für Angewandte Sprachwissenschaft und wissenschaftlicher Leiter des Sprachenzentrums der Universität Bayreuth. Von 1994 bis zur Versetzung in den Ruhestand 2015 war er Universitätsprofessor für Slavistik (Sprachwissenschaft) an der Universität Konstanz.